# Xanthoporus peckianus
Xanthoporus peckianus är en svampart som först beskrevs av Mordecai Cubitt Cooke, och fick sitt nu gällande namn av Audet 2010. Xanthoporus peckianus ingår i släktet Xanthoporus, klassen Agaricomycetes, divisionen basidiesvampar och riket svampar.   Inga underarter finns listade i Catalogue of Life.